# Stefan Weinfeld
Stefan Weinfeld (7. listopadu 1920, Limanowa – 20. listopadu 1990, Varšava) byl polský spisovatel, novinář a komiksový scenárista, autor literatury faktu a vědeckofantastických příběhů.

## Život
Původním povoláním byl inženýr-elektrotechnik. Nejprve byl zaměstnán ve správě pošt a telekomunikací a od roku 1957 v Ústavu spojů. Od roku 1977 působil jako vědecký pracovník. Novinářskou činnost začal v roce 1956. Psal fejetony a populárně-vědecké články do různých novin a časopisů (například Łączność, Kurier Polski, Młodi Technik, Płomyk, Tygodnik Demokratyczny) a vydal rovněž řadu knih literatury faktu.
Jako autor sci-fi debutoval roku 1959 povídkou Szaleniec (Šílenec), která vyšla v časopise Młodi Technik. I své další práce publikoval zpočátku časopisecky (například v časopise Fantastyka) nebo je vydával v antologiích, později došlo i na knižní vydání. Je rovněž autorem scénářů k více než dvaceti komiksům.

## Dílo (výběr)

### Sci-fi knihy
- Władcy czasu (1979, Vládcové času), sbírka jedenácti povídek.
- Janczarzy kosmosu (1980, Janičáči kosmu), román.
- Zamieszkała planeta (1982, Obydlená planeta), román.

### Scénáře komiksů
- Dr. Jekyll & Mr. Hyde (1982), podle novely Roberta Louise Stevensona Podivný případ Dr. Jekylla a pana Hyda.
- Szklana kula (1983, Skleněná koule).
- Hernan Cortes i podbój Meksyku (1986, Hernán Cortés a dobytí Mexika).
- Polacy na biegunie południowym (1986, Poláci na jižním pólu).
- Czarna róża (1988, Černá růže).
- W poszukiwaniu prawdziwej Ameryki (1988), o Henryku Sienkiewiczovi.
- Wyspa skarbów (1989), podle románu Roberta Louise Stevensona Ostrov pokladů.
- Podróże Gulliwera (1990), podle Gulliverových cest Jonathana Swifta.
- Sindbad Żeglarz i Ptak Rok (1990, Sindibád Nánořník a pták Noh).
- W 80 dni dookoła świata (1991), podle Vernova románu Cesta kolem světa za osmdesát dní.